# باتريك برينان (لاعب اللاكروس)
باتريك برينان هو لاعب اللاكروس كندي، ولد في 30 يوليو 1877 في جزيرة أيرلندا في المملكة المتحدة، وتوفي في 1 مايو 1961 في كيبك في كندا.

## وصلات خارجية
- باتريك برينان على موقع أوليمبيديا (الإنجليزية)